# Numico

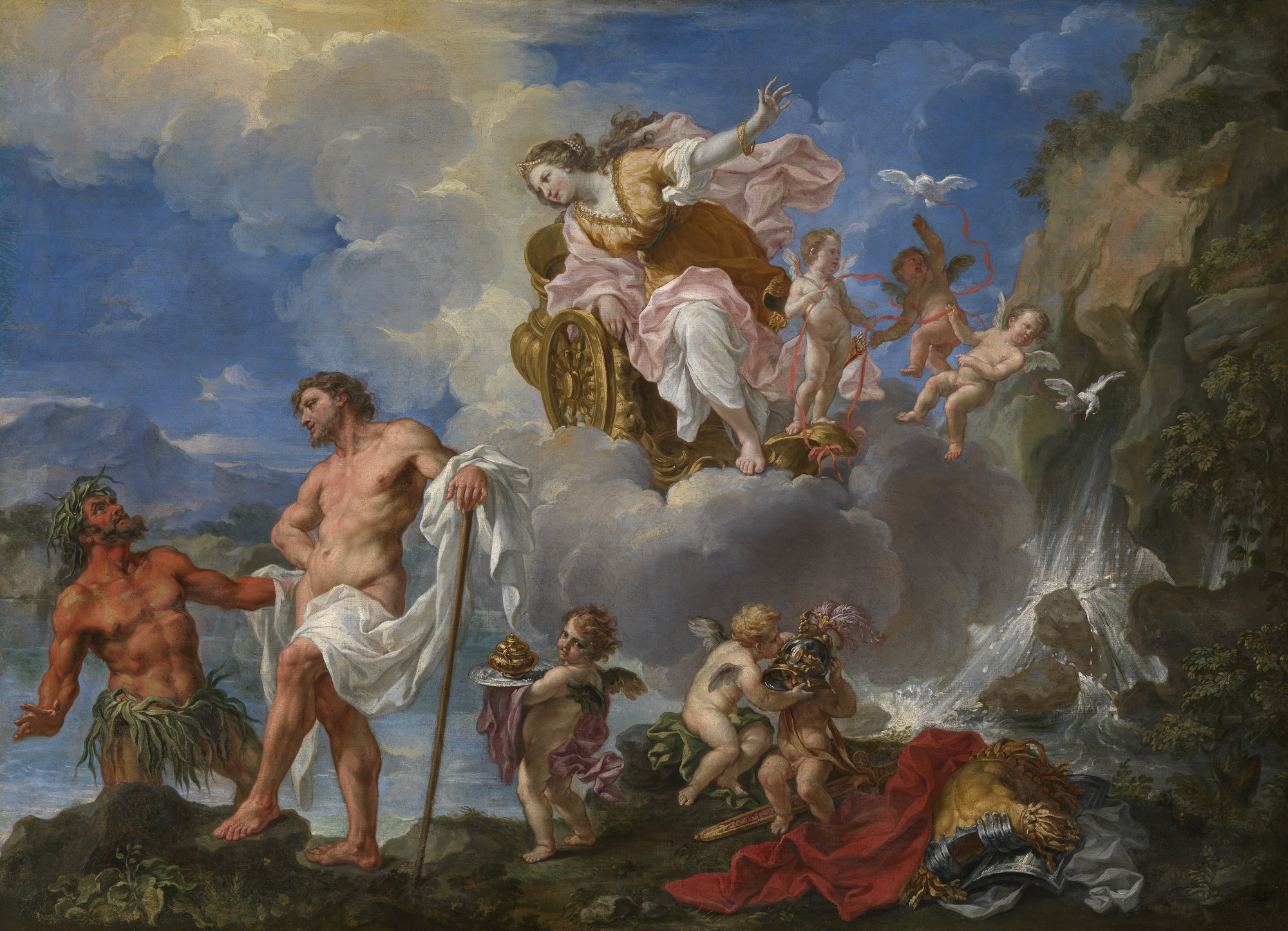
Pier Leone Ghezzi, La purificazione di Enea nel fiume Numicius

Il Numico (in latino Numicus o Numicius) era un fiume nei pressi di Lāvinium nel Lazio Antico. E anche nella mitologia greca una divinità fluviale chiamato Potamoi.

## Descrizione
Secondo la tradizione romana, nei pressi del fiume sarebbero sbarcati i troiani guidati da Enea, che poi avrebbero fondato la mitica città di Lavinio, poco distante dalla foce del fiume.
Enea, perito nello scontro tra Latini e Rutuli, sarebbe poi stato sepolto sulle sue rive. Ovidio racconta di Venere che, scesa in terra, ordinò al fiume di disperdere in mare le spoglie mortali di Enea.
Al fiume è legata anche la leggenda di Anna Perenna che amorevolmente ospitata da Enea, suscitò la gelosia della moglie Lavinia. Didone, apparsale in sogno, la esortò ad abbandonare la casa ospitale, ma durante la fuga il fiume la rapì con le sue onde impetuose e la nascose nei suoi antri, per tramutarla in ninfa.
Presso il fiume è attestata la presenza di un tempio dedicato a Giove, deus indiges o divus pater indiges.
Lo studioso Antonio Nibby nel XIX secolo identificò il Numicus con il Rio Torto.
(Antonio Nibby, Carta dei Dintorni di Roma, Numicus - Rio Torto.)